# Uncinia multifaria
Uncinia multifaria är en halvgräsart som beskrevs av Christian Gottfried Daniel Nees von Esenbeck och Francis M.B. Boott. Uncinia multifaria ingår i släktet Uncinia och familjen halvgräs. Inga underarter finns listade i Catalogue of Life.